# HD 72561
HD 72561，又名BD+05 1997，SAO 116890、HR 3378，是一颗恒星，视星等为5.87，位于銀經220.68，銀緯24.88，其B1900.0坐标为赤經8h 28m 27.1s，赤緯+5° 24.88′ 54″。